# Jean-Yves Lechevallier

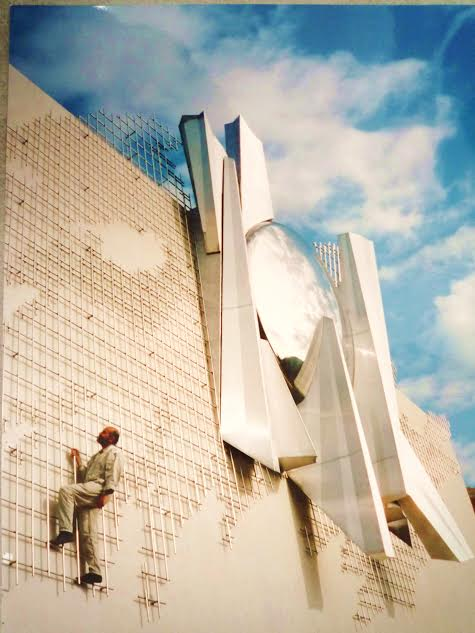
Point d'Orgue. Jean Yves Lechevallier

Jean-Yves Lechevallier, [ʒɑ̃ iv ləʃəvæljeɪ] (* 1946 in Rouen, Frankreich), ist ein französischer Bildhauer und Maler.
Er war im Jahre 1977 Gewinner des Kunst-Wettbewerbes Flamme von Europa, der von der Robert Schuman Stiftung für Europa anlässlich des 20. Jahrestag des Vertrags von Rom (1957) durchgeführt wurde. Das Projekt wird von Jean Monnet unterstützt.
Die Skulptur wurde von dem Präsidenten des Senats, Alain Poher in Gegenwart von Otto von Habsburg eingeweiht.

## Leben
Lechevallier wuchs als Sohn eines Architekten – umgeben von Plänen, Zeichnungen und Modellen – auf.
Er schuf seine erste bekannte Skulptur aus einem Stein, den er während eines Urlaubs in Les Baux-de-Provence gefunden hatte. Im Alter von fünfzehn Jahren  präsentierte er seine erste Einzelausstellung von handgeschnitzten Tierskulpturen aus provenzalischem Stein in der Galerie Prigent in Rouen.
1966 erhielt er seinen ersten Auftrag vom Stadtbaumeister und Planer Robert Louard, einem Freund der Familie, der für den Bau eines neuen Nachbarschaftsgebietes auf der Insel Île Lacroix in Rouen zuständig war.
Er studierte an der École régionale des beaux-arts de Rouen und der École nationale supérieure des arts décoratifs (ENSAD) in Paris.
In seinem ersten Beruf arbeitete er als Modellbauer für den Architekten Badani.

## Künstlerische Arbeit
Jean Yves Lechevallier wird vom deutsch-französischen Künstler, Bildhauer und Dichter Hans Arp beeinflusst. Dies gilt besonders für seine naturbezogenen Darstellungen in der Bildhauerei und in seinen Skulpturen.
Lechevallier fertigt Reliefs, Hochreliefs, Wandbilder, Mosaiken, Karyatiden und monumentale Skulpturen an. Seine bevorzugten Materialien sind Edelhölzer, Steine und Marmor; Metalle wie Kupfer, Aluminium, Bronze oder rostfreies Stahl; Polyester und Beton, der manchmal mit Fasern verstärkt ist. Lechevalliers Materialanforderungen haben einen Zementhersteller dazu motiviert, eine spezielle Mischung (cridofibre) als Marke einzutragen.
Von staatlicher Seite (Stadt- oder Staatsregierungen) erhielt Lechevallier dank der französischen Kulturpolitik in der Nachkriegszeit subventionierte Förderungen und Aufträge. Seine Werke sind deswegen heute Teil einiger Architekturlandschaften in Frankreich, insbesondere in der Normandie, in Paris und an der Côte d’Azur. Lechevalliers Kunstobjekte lassen sich dabei an alltäglichen Orten wie öffentlichen Gärten und Plätzen, Schulen, Feuerwehr- und Polizeistationen, Hochschulen, Wohnanlagen und erhaltenen Naturgebieten wie das „Croix des Gardes“ (Waldparkanlage oberhalb der Stadt von Cannes) finden.
Lechevallier hat sich auf monumentale Außenskulpturen spezialisiert. Corinne Schuler sagt in Sentiers de la Sculpture: „By forcing art into confined spaces, you lose so much of its beauty“, T: „Je mehr man versucht, Kunst in geschlossene Räume zu zwängen, desto mehr wird sie an Schönheit verlieren.“
Eine andere Spezialität von Lechevallier sind Brunnen. Er liebt das Wasser, das durch seine Bewegung und seinen Klang eine Skulptur beleben.

## Werke (Auswahl)
- 1966: Voile (Segel), Isle Lacroix, Rouen.
- 1975: Brunnen Fleurs d'eau (Wasserblumen) an den Ufern der Seine, Rouen.
- 1977: La Flamme de l'Europe, Robert Schuman Haus, Scy-Chazelles.
- 1980: Brunnen Cristaux, Hommage an Béla Bartók am Square Béla-Bartók in Paris.
- 1983: Brunnen Polypores in Paris, inspiriert von Stielporlingen. Das Brunnendekor spielt eine Rolle in Das Leben ist ein Chanson, einem Musical-Film von Alain Resnais.[9]
- 1987: Brunnen Concretion, Théoule-sur-Mer[10]
- 1989: Humakos V, Peymeinade.
- 1990: La Croix des Gardes in Cannes, wo gelegentlich Gottesdienste gefeiert werden.[11]
- 1991: Aile Entravée (Gefesselter Flügel) während des Golfkrieges, Musée des Beaux-Arts de Menton[12]
- 1992: Point d'orgue, Tunnel nach Monaco.
- 2002: Structuration F1 Ferrari für Ferrari in Maranello, Italien, unter Verwendung eines echten Formel-1-Wagens[13]
- 2007: Brunnen Spirale in Saint-Tropez.[14]
- 2007: Brunnen Fungia, Draguignan[15]
- 2009: Red Love[16]

Chevallier schuf weitere Auftragswerke für private Unternehmer und Sammler aus Deutschland, Frankreich, Monaco und den USA.

## Galerie

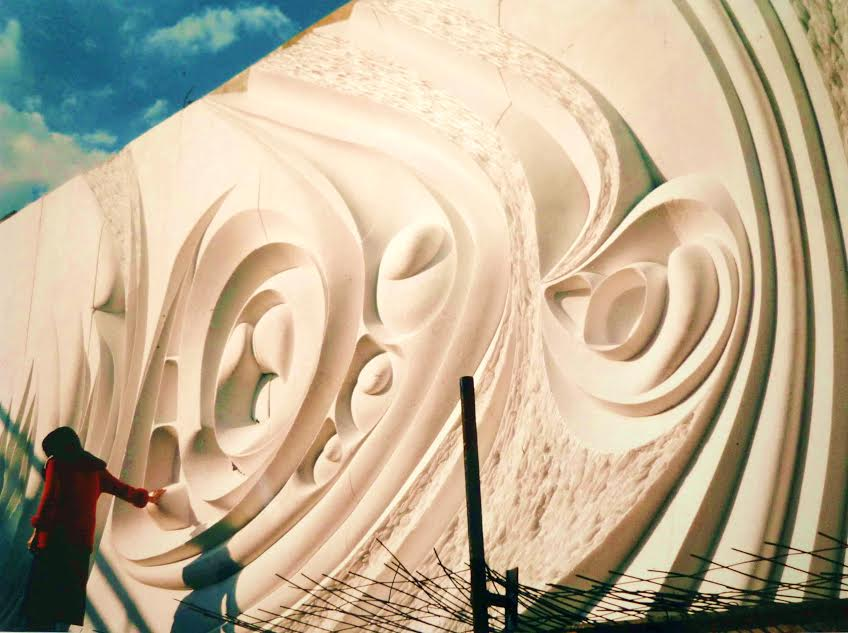
La lutte des élements, Le Chesnay
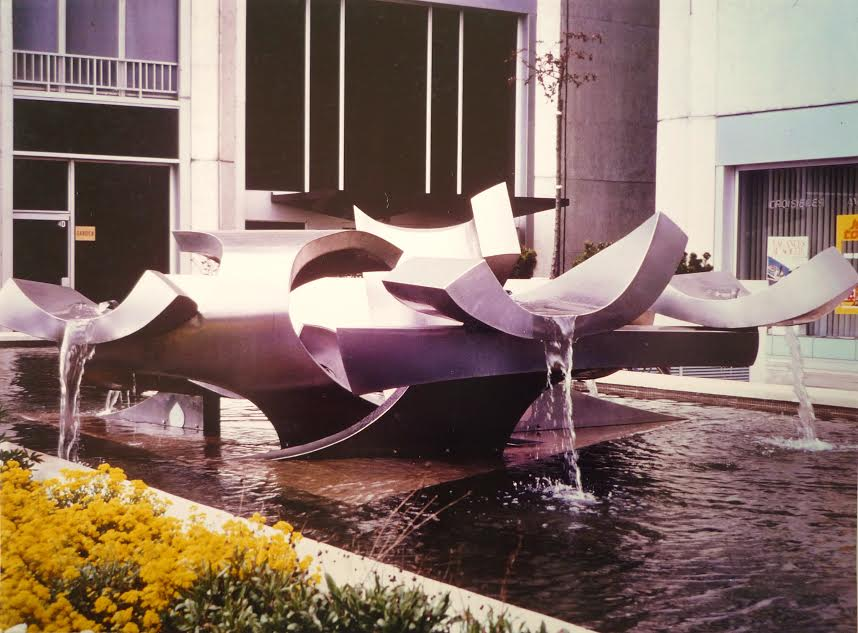
Fleurs d'eau, Rouen
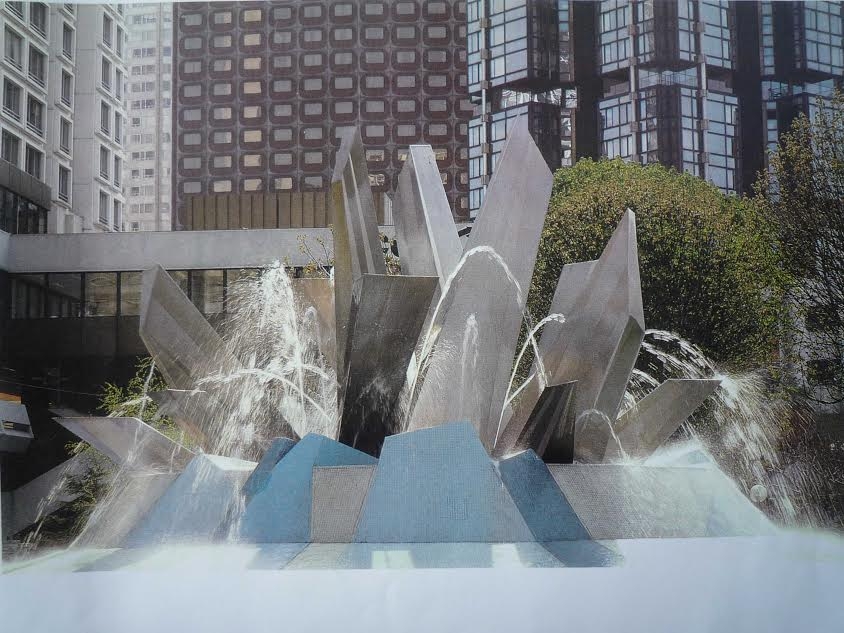
Cristaux, Paris
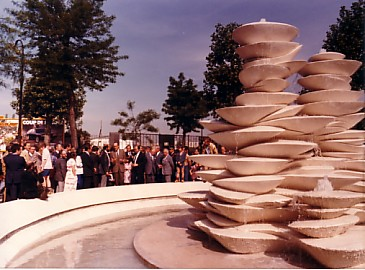
Polypores, Paris
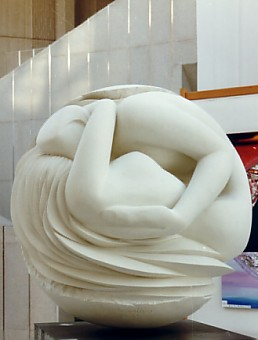
Humakos V, Peymeinade
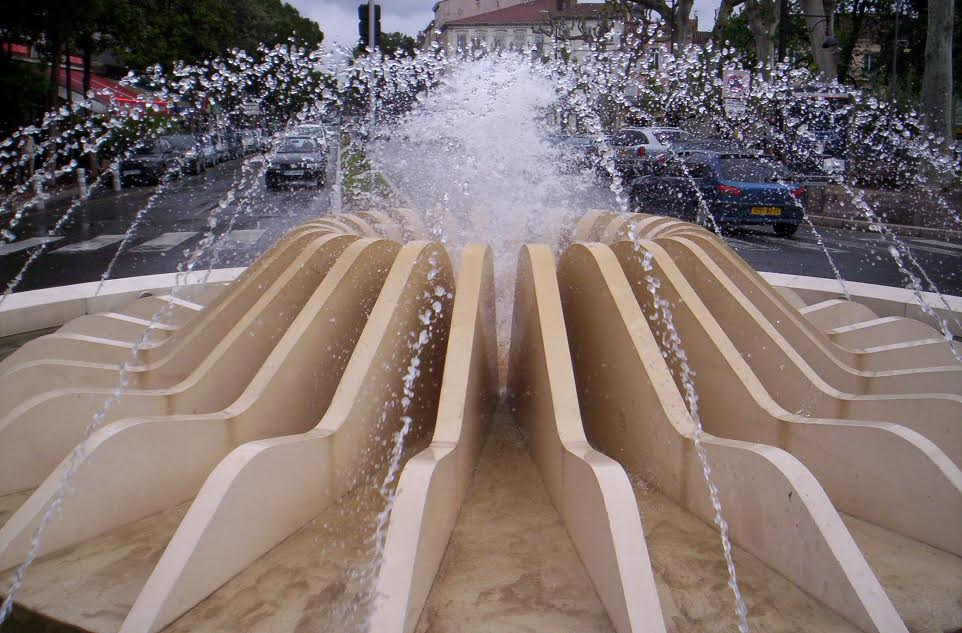
Fungia, Draguignan
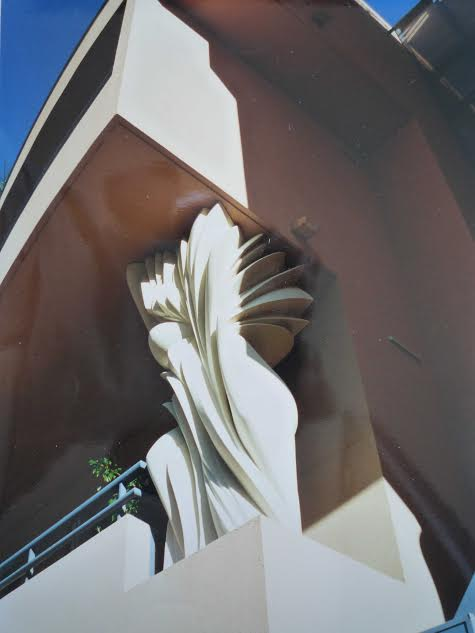
Caryatides, Théoule-sur-mer

## Ausstellungen und Auszeichnungen (Auswahl)
- 1972: Salon des Réalités Nouvelles, Paris
- 1973: Museum of Modern Art, Enzo Pagani-Stiftung, Castellanza (Va) Italien
- 1977: Laureate „Flamme von Europa“
- 1990: Top-Preis, Show „Für Europa“ der Stadt Grasse.
- 1991: Top-Auszeichnung in der Skulptur, Patrick Baudry Space Camp
- 1993: Stadtmuseum Mougins (Skulpturen, Gemälde und Pastelle).
- 1993: Für die Fujisankei Utsukushi-Ga-Hara in Japan (Humakos V) ausgewählt vom Hakone Open-Air Museum.[18]
- 1995: Chapelle Saint-Jean-Baptiste de Saint-Jeannet. (Galerie Quadrige)
- 1999: Salon de Mai, Paris
- 2010: Sentiers de la Sculpture, Polo Club Saint-Tropez.